# Гурбинці (Прилуцький район)
Гу́рбинці — село в Україні, у Срібнянській селищній громаді Прилуцького району Чернігівської області. Населення становить 641 осіб. до 2017 року орган місцевого самоврядування — Гурбинська сільська рада, якій були підпорядковані с. Дейманівка і с. Тростянець. 

## Географія
Розташоване в місці злиття річок Лисогору і Глинної, за 12 км від центру громади та за 28 км від залізничної станції Блотниця. На околицях Гурбинець виявлені поселення та могильники епохи бронзи (2 тис. до н. е.) і черняхівської культури (2-5 ст).

## Історія
Вперше згадуються 1666. Входили до Варвинської, з 1761 — до Друговарвинської сотні Прилуцького полку, до Глинського пов. (1782—1796), до Прилуцького пов. (1797—1923), до Срібнянського р-ну Прилуцького округу (1923—1930).

### Гетьманщина
1666 — 10 госп. селян, які «орали на 2-х волах»; козаки не показані. Вільне військове село, «до ратуші Варвинської прислушаюче».
1674 гетьман І. Самойлович надав його полков. обозному Василю Севастияновичу. Від нього Г. перейшли до нащадків: полков. писаря Івана Вас, сина його військ. т. Григорія Ів. і онука б.т. Івана Гр. Останній 1737 володів 36 дворами селян; окрім нього, у Г. мав
володіння значк. т. Ярофій Гугайч (10 дворів). У Ів. Гр. Севастияновича синів не було і частина села перейшла до дочки Івдокі ї Ів., яка 1763 одружилася я з понорницьким сотником Ніжинського полку Богданом Олександровичем Брежинським. З цього часу Г. стали родовим селом Брежинських.

### Імперський період
1780 — 97 дворів (131 хата) селян, з яких 89 дворів належали колез. ас. Б. О. Брежинському; 37 дворів (73 хати) козаків. 1797 в Г. наліч. 522 душ чол. статі податкового населення; діяла споруджена 1796 дерев. Троїцька ц-ва (перша ц-ва збудована до 1666).
На початку 19 ст. поміщиком Г. був колез. секретар Олександр Ів. Брежинський, за ним — 50 душ чол. статі селян (1827). Як гурбинський поміщик він згадується 1836-37. 1859—167 дворів, 1409 ж.
У 1861—1866 у Г. містилося Волосне правління тимчасовозобов'язаних селян, у віданні якого перебувало 8 громад (575 ревіз.
душ) селян; козаки Г. були підпорядковані Іванківському Волосному правлінню відомства Палати державного майна.
Після реорганізаці ї волостей Г. 1867 увійшли до нової Іванківської вол. 2-го стану. 1886—163 двори селян-власників, які входили до кількох сільс. громад (1 -е й 2-е Брежинське, 1-е й 2-е Новицьке, 1-е й 2-е Галенковське та ін.), 4 двори селян казенних, 157 дворів козаків, 4 двори міщан та ін., 352 хати, 1658 ж.; діяли: дерев, ц-ва, церковнопарафіяльна школа, 2 шинки, крамниця, 17 вітряків, олійниця, пивоварня, ґуральня, базар щочетверга.
Землевласником у 80-90-х рр. 19 ст. був дворянин Вас. Віктор. Новицький. На 1903 р. в селі числилось коло тисячі семисот мешканців. З 1885 р. в селі працює невелика броварня братів Новицьких, що виготовляє пива на 4 тис. руб. в рік.
1910 (разом з х. Маляренковим) — 344 госп., з них козаків — 159, селян — 177, ін. непривілейованих — 2, привілейованих — 6, наліч. 1871 ж., у тому числі 11 теслярів, 8 кравців, 7 шевців, 2 столяри, 2 ковалі, 13 ткачів, 2 візники, 35 поденників, 31 жнець, 24 займалися інтелігентними та 208 — ін. неземлеробськими заняттями, все ін. доросле нас. займалося землеробством. 1826 дес. придатної землі; діяли: поновлена 1891 дерев. Троїцька ц-ва (у рад. період закрита), двокласна церковно-учительська і 2 однокласні церковнопарафіяльні школи.

### Радянський період
У 1923—1930 рр. Г. — центр сільради. 1925—401 двір, 2040 ж.; 1930—440 дворів, 2078 ж., 1996—345 дворів, 755 ж.

## Символіка
Герб села Гурбинець: щит перетятий подвійною хвилястою срібною нитяною балкою на зелену верхню і синю нижню частини. У верхній частині золотий вітряк, а в нижній – три срібні гаки (багри), два і один, у зірку вістрями назовні, між вістрями яких по одній срібній восьмипроменевій зірці. Вітряк – символ селянської праці та добробуту (як відомо, в селі свого часу було 17 вітряків), один з яких і зараз прикрашає в'їзд до села. Нижня частина герба містить основні елементи родового герба Новицьких – шляхетського герба Osęki або Nowicki, на знак ролі родини Новицьких у розвитку сільської громади Гурбинець. Останні представники родини займали важливі посади в Прилуцькому земстві й доклали значних зусиль для розвитку освіти й культури, зокрема, як попечителі земської школи й медичної дільниці, а також ініціатори відкриття в Гурбинцях другокласної школи, де навчали майбутніх учителів для сільських шкіл тодішньої Полтавщини. Під будівлю школи Новицькі віддали власний двоповерховий будинок, побудований у плані у формі літери «Н». Дві хвилясті смуги означають річки Лисогір та Глинну, на берегах якої розташовано село. Щит подано в декоративному картуші та увінчано золотою сільською короною.  
Прапор села Гурбинець: квадратне полотнище, розділене на верхнє синє (шириною в 2/3 прапора) та нижнє зелене поля. Посередині жовтий вітряк, обабіч та над яким три білі восьмипроменеві зірки. Прапор містить основні символи герба. 
Символи затверджено тридцятою сесією сільської ради шостого скликання від 18 грудня 2013 року.

## Постаті
- Циганова Олена Леонтіївна (Житниченко) (1889 - ?) - українська громадська діячка, член правління Української національної колонії у Маньчжурії (інша назва Українська національна колонія у Харбіні) - єдиного українського національного центру на Далекому Сході в 1935-1945 роках, що мав консолідувати та об'єднувати всі українські організації та захищати інтереси українських емігрантів у Харбіні.
- Рептюх Ігор Миколайович — український лижник, біатлоніст; майстер спорту України міжнародного класу.